# Gergely Gyurta
Pour les articles homonymes, voir Gyurta.
Dans le nom hongrois Gyurta Gergely, le nom de famille précède le prénom, mais cet article utilise l’ordre habituel en français Gergely Gyurta, où le prénom précède le nom.
Gergely Gyurta (né le 12 septembre 1991 à Budapest) est un nageur hongrois, spécialiste des épreuves de demi-fond et de fond en nage libre (du 400 au 1 500 m) et du 400 m 4 nages.
Jeune frère de Dániel Gyurta, également nageur mais spécialiste des épreuves de brasse, il est médaillé de bronze aux championnats du monde en petit bassin 2010.

## Biographie
Ses débuts internationaux datent de l'été 2008 ; cette année-là, il participe, du 30 juillet au 3 août, aux championnats d'Europe juniors de Belgrade, en Serbie. Engagé dans deux épreuves, les 1 500 m nage libre et 400 m 4 nages, il se classe, respectivement, 7e et 4e, échouant au pied du podium pour 77 centièmes de seconde.
À la fin de l'année, il honore sa première sélection avec l'équipe de Hongrie lors des Championnats d'Europe en petit bassin, organisés à Rijeka en Croatie. Il prend deux modestes places, 31e du 200 m 4 nages et 17e du 400 m 4 nages.

## Sélections
- Championnats du monde en petit bassin : Dubaï 2010
- Championnats d'Europe : Budapest 2010, Debrecen 2012
- Championnats d'Europe en petit bassin : Rijeka 2008
- Istanbul 2009

## Palmarès

### Championnats du monde en petit bassin
| Épreuve / Édition  | Dubaï 2010            |
| 400 m nage libre   | 15e 3 min 45 s 19     |
| 1 500 m nage libre | Bronze 14 min 31 s 47 |

### Championnats d'Europe
| Épreuve / Édition  | Grand bassin      | Grand bassin         |                   | Petit bassin       | Petit bassin |
| Épreuve / Édition  | Budapest 2010     | Debrecen 2012        | Rijeka 2008       | Istanbul 2009      |              |
| 800 m nage libre   | 8e 7 min 59 s 95  |                      | —                 | —                  |              |
| 1 500 m nage libre | 7e 15 min 19 s 27 | Bronze 15 min 4 s 38 | —                 | 11e 14 min 46 s 39 |              |
| 200 m 4 nages      | —                 | —                    | 31e 2 min 2 s 88  | 31e 1 min 59 s 03  |              |
| 400 m 4 nages      | 11e 4 min 21 s 35 |                      | 17e 4 min 18 s 96 | 16e 4 min 9 s 34   |              |

### Championnats d'Europe juniors
| Épreuve / Édition  | Belgrade 2008     | Prague 2009          |
| 1 500 m nage libre | 7e 15 min 40 s 93 | Or 15 min 14 s 39    |
| 400 m 4 nages      | 4e 4 min 23 s 64  | Argent 4 min 18 s 62 |

## Meilleurs temps personnels
Les meilleurs temps personnels établis par Gergely Gyurta dans les différentes disciplines sont détaillés ci-après.
| Épreuve                   | Temps          | Compétition                            | Lieu               | Date            |
| 100 m nage libre          | 56 s 47        | Championnats de Hongrie                | Eger               | 27 juin 2009    |
| 200 m nage libre          | 2 min 02 s 98  | Championnats de Hongrie Junior         | Eger               | 14 juin 2007    |
| 400 m nage libre          | 3 min 54 s 03  | Championnats de Hongrie                | Eger               | 8 juillet 2010  |
| 800 m nage libre          | 7 min 59 s 13  | Championnats d'Europe de natation 2010 | Budapest (Hongrie) | 12 août 2010    |
| 1 500 m nage libre        | 15 min 12 s 46 | Championnats d'Europe de natation 2010 | Budapest (Hongrie) | 10 août 2010    |
| 100 m dos                 | 1 min 01 s 07  | Championnats de Hongrie                | Eger               | 27 juin 2009    |
| 200 m dos                 | 2 min 11 s 15  | Championnats de Hongrie Junior         | Eger               | 27 juin 2008    |
| 100 m brasse              | 1 min 09 s 98  | 19e Meeting International d'Autriche   | Vienne (AUT)       | 25 avril 2008   |
| 200 m brasse              | 2 min 22 s 22  | Championnats de Hongrie Junior         | Eger               | 14 juin 2009    |
| 50 m papillon             | 33 s 38        | 13e Meeting International d'Autriche   | Vienne (AUT)       | 27 avril 2002   |
| 200 m papillon            | 2 min 03 s 24  | Championnats de Hongrie Junior         | Eger               | 13 juin 2009    |
| 200 m 4 nages             | 2 min 03 s 49  | Championnats de Hongrie                | Eger               | 10 juillet 2010 |
| 400 m 4 nages             | 4 min 18 s 35  | Championnats de Hongrie                | Eger               | 7 juillet 2010  |
| 100 m nage libre (relais) | 55 s 33        | Championnats de Hongrie Junior         | Eger               | 2 août 2007     |
| 200 m nage libre (relais) | 1 min 52 s 96  | Championnats de Hongrie                | Eger               | 8 juillet 2010  |
| 100 m brasse (relais)     | 1 min 07 s 53  | Championnats de Hongrie Junior         | Eger               | 29 juillet 2008 |

| Épreuve            | Temps          | Compétition                                            | Lieu               | Date             |
| 400 m nage libre   | 3 min 45 s 19  | Championnats du monde de natation en petit bassin 2010 | Dubaï (E.A.U.)     | 17 décembre 2010 |
| 800 m nage libre   | 7 min 44 s 34  | Championnats du monde de natation en petit bassin 2010 | Dubaï (E.A.U.)     | 19 décembre 2010 |
| 1 500 m nage libre | 14 min 31 s 47 | Championnats du monde de natation en petit bassin 2010 | Dubaï (E.A.U.)     | 19 décembre 2010 |
| 200 m papillon     | 1 min 59 s 39  | Championnats de Hongrie                                | Szazhalombatta     | 14 novembre 2009 |
| 100 m 4 nages      | 56 s 60        | Championnats de Hongrie                                | Szazhalombatta     | 14 novembre 2009 |
| 200 m 4 nages      | 1 min 59 s 03  | Championnats d'Europe de natation en petit bassin 2009 | Istanbul (Turquie) | 10 décembre 2009 |
| 400 m 4 nages      | 4 min 09 s 34  | Championnats d'Europe de natation en petit bassin 2009 | Istanbul (Turquie) | 11 décembre 2009 |